# Karol Scott
Karol Scott Tracy (Ciudad Guayana, Venezuela, 12 de octubre de 1987) es una modelo venezolana-estadounidense.

## Biografía
Karol Cristy Scott Tracy, nació en Ciudad Guayana, Venezuela, el 12 de octubre de 1987. Allí vivió su infancia hasta los 12 años, cuando se mudó a Wenatchee, Washington. Sus padres se separaron cuando tan solo tenía 3 años. Su madre (Emilia Scott) trabajaba con exportación e importación su padre (Oscar Ibaceta) era ingeniero eléctrico. Después de graduarse de bachillerato Karol entró al Army donde llegó a ser sargento. Karol estuvo en Irak durante un año el cual ella describe como la etapa que la ayudó a descubrir su pasión y su fortaleza. Fue entonces cuando decidió participar en concursos de Belleza como Nuestra Belleza Latina, donde quedó segunda finalista. Karol ahora es graduada con licenciatura en Comercio Internacional. También estudia actuación y es instructora de fitness y modelaje.
En 2016 Karol regresará como una concursante a Nuestra Belleza Latina 2016, donde competirán muchas de las chicas que estuvieron cerca de ganar la corona para una nueva oportunidad.

## Army
Karol con tan solo 18 años decidió entrar al army porque cuando salió de bachillerato no sabía que carrera elegir. Estuvo tres años en el Army. Allí Karol llegó a ser sargento, un grado que generalmente una persona se demora en alcanzar cinco años, pero Karol lo logró en sólo tres. A Karol también le ofrecieron seguir la carrera militar pero ella prefirió volver a la vida civil.
“En ese tiempo casi no duermes. Te levantan a las cuatro de la mañana con un pito y con gritos" expreso Karol y luego agrego “Irak fue difícil. El estar lejos de la familia es terrible. Allá estuve un año y aunque fue una experiencia dura, me hizo madurar mucho como persona"

## Apariciones
| Año  | Programa                 | Rol        | Nota                        |
| ---- | ------------------------ | ---------- | --------------------------- |
| 2012 | "Nuestra Belleza Latina" | Ella Misma | Segunda Finalista 2012      |
| 2012 | "Portada's"              | Ella Misma | Artista Invitada            |
| 2012 | "La Guerra De Los Sexos" | Ella Misma | Artista Invitada - Ganadora |
| 2012 | "Que Locura"             | Ella Misma | Los Técnicos Locos          |
| 2012 | "Boeing Boeing"          | Gabriella  | Starting Role               |
| 2012 | Nuestra Belleza Latina   | Ella Misma | Duodécima Finalista.        |

- Datos: Q3308283